# Callistege explanata
Callistege explanata là một loài bướm đêm trong họ Erebidae.